# Golemo Malovo, Sofia
Golemo Malovo (în bulgară Големо Малово) este un sat în comuna Dragoman, regiunea Sofia,  Bulgaria. 

## Demografie
Componența etnică a satului Golemo Malovo
     Bulgari (48,92%)
     Nicio identificare (51,07%)
     Altele (0%)
La recensământul din 2011, populația satului Golemo Malovo era de 139 locuitori. Nu există o etnie majoritară, locuitorii fiind  și bulgari (48,92%). Pentru 51,07% din locuitori nu este cunoscută apartenența etnică.